# Lettres du voyant
Les Lettres du voyant sont le nom sous lequel l'histoire littéraire a pris l'habitude de désigner deux lettres écrites par Arthur Rimbaud en mai 1871, dans lesquelles il développe une critique radicale de la poésie occidentale depuis l'Antiquité et défend l'émergence d'une nouvelle raison poétique. 
Ces lettres du « voyant » sont d'autant plus importantes qu'elles contiennent des poèmes qui n'existent parfois sous aucune autre forme ; a contrario, de tels poèmes offrent parfois des variantes importantes par rapport à d'autres œuvres connues. Rimbaud avait en effet l'habitude d'envoyer des poèmes à ses destinataires, en dépit des frais de timbres prohibitifs (pour lui désargenté, ce dont il se plaint souvent). Deux poèmes qu'il devait envoyer à Paul Demeny – Les Amants de Paris, La Mort de Paris – ont été perdus parce que Rimbaud n’avait pas assez d’argent pour les quelques centimes de timbres et a préféré ne pas les recopier.
C'est dans ces deux lettres qu’apparaît la formule, restée fameuse : « Je est un autre ».

## Première lettre
La première (dite « la petite ») de ces deux lettres fut écrite le 13 mai 1871 et adressée à Georges Izambard, un ancien professeur de Rimbaud au collège de Charleville. Le fac-similé de cette lettre fut publié pour la première fois, à l'initiative de son destinataire, en octobre 1928 dans la Revue européenne. Elle contient le poème Le Cœur supplicié.

## Seconde lettre
La seconde lettre « du voyant » (dite « la grande ») fut adressée le 15 mai 1871 au poète Paul Demeny, à qui Rimbaud avait confié quelques mois plus tôt une copie de son œuvre poétique antérieure, en vue d'une publication. Son contenu fut révélé au public par Paterne Berrichon en octobre 1912 dans La Nouvelle Revue française. Elle contient les poèmes Chant de guerre parisien, Mes petites amoureuses et Accroupissements.

## Réception
Dès leurs parutions respectives (1912 et 1928), ces lettres « littéraires » (pour les distinguer, par exemple, des lettres d'Arabie ou d'Abyssinie de Rimbaud) ont fait l'objet d'innombrables analyses. Elles ont fait l'admiration des surréalistes. On peut lire en particulier le commentaire d'André Guyaux dans les Œuvres complètes d'Arthur Rimbaud en Pléiade (p. 986-1005), l'analyse de Suzanne Bernard dans l'édition historique en classiques Garnier (p. 602-612) ou plus récemment la notice de Jean-Luc Steinmetz sur les lettres du « voyant » dans l'édition GF (p. 135-136).
Plusieurs universitaires ont insisté pour que ces lettres dites du « voyant » soient lues, ou publiées, avec les poèmes qu'elles contiennent : ainsi, non isolées ou disloquées, elles forment un ensemble artistique « articulé » avec ceux-ci.

## Autres lettres
D'autres lettres « littéraires » de la même période sont également importantes, même si elles n'ont pas atteint la célébrité de ces deux lettres de mai 1871 : par exemple, la lettre à Georges Izambard du 2 novembre 1870 sur la « mauvaiseté » ; celle, essentielle, qui est adressée à Paul Demeny le 28 août 1871, dite lettre de « l'économie positive ». Enfin, la lettre datée « Jumphe 72 » (juin 1872), envoyée à Ernest Delahaye, importe quant à la vision de Rimbaud sur la province, la marche à pied, la situation des ouvriers et sa vie à Paris tandis qu'il y écrit.

## Sur Wikisource
- Lettre de Rimbaud à Georges Izambard - 13 mai 1871
- Lettre de Rimbaud à Paul Demeny - 15 mai 1871